# Kabaddi na Igrzyskach Azjatyckich 2018
Kabaddi na Igrzyskach Azjatyckich 2018 – jedna z dyscyplin rozgrywana podczas igrzysk azjatyckich w Dżakarcie i Palembangu. Zawody odbyły w dniach 19 – 24 sierpnia w Taman Mini Indonesia Indah w stolicy Indonezji. Do rywalizacji w dwóch konkurencjach przystąpiło 247 zawodników z 12 państw.

## Uczestnicy
W zawodach wzięło udział 247 zawodników z 12 państw.
| Reprezentacja    | Liczba zawodników |
| ---------------- | ----------------- |
| Bangladesz       | 25                |
| Chińskie Tajpej  | 12                |
| Indie            | 24                |
| Indonezja        | 25                |
| Iran             | 25                |
| Japonia          | 20                |
| Korea Południowa | 25                |
| Malezja          | 12                |
| Nepal            | 13                |
| Pakistan         | 17                |
| Sri Lanka        | 25                |
| Tajlandia        | 24                |
| 12 reprezentacji | 247               |

## Medaliści
| Konkurencja      | Złoto | Srebro | Brąz |       |
| ---------------- | --- | --- | --- | ----- |
| Turniej mężczyzn | Iran · Meisam Abbasi · Fazel Atrachali · Mohammad Ghorbani · Abolfazl Maghsodl Oumahali · Mohsen Maghsoud Loujafari · Mohammadesmaeil Maghsoudl Oumahalli · Mohammad Malak · Hamid Mirzaeinader · Abozar Mohajermighani · Mohammadesmaeil Nabibakhsh · Mohammadamin Nosrati · Hadi Oshtorak | Korea Południowa · Eom Tae-deok · Hong Dong-ju · Jo Jaepil · Kim Dong-yu · Kim Gyung-tae · Kim Seong-ryeol · Ko Young-chang · Lee Dong-geon · Lee Jang-kun · Ok Yong-joo · Park Chan-sik · Park Hyun-il           | Indie · Rahul Chaudhari · Mohit Chhillar · Raju Lal Choudhary · Deepak · Rishank Krishna Devadiga · Girish Maruti Ernak · Mallesh Gangadhari · Monu Goyat · Rohit Kumar · Pardeep · Sandeep · Ajay Thakur                                                    | [ 3 ] |
| Turniej mężczyzn | Iran · Meisam Abbasi · Fazel Atrachali · Mohammad Ghorbani · Abolfazl Maghsodl Oumahali · Mohsen Maghsoud Loujafari · Mohammadesmaeil Maghsoudl Oumahalli · Mohammad Malak · Hamid Mirzaeinader · Abozar Mohajermighani · Mohammadesmaeil Nabibakhsh · Mohammadamin Nosrati · Hadi Oshtorak | Korea Południowa · Eom Tae-deok · Hong Dong-ju · Jo Jaepil · Kim Dong-yu · Kim Gyung-tae · Kim Seong-ryeol · Ko Young-chang · Lee Dong-geon · Lee Jang-kun · Ok Yong-joo · Park Chan-sik · Park Hyun-il           | Pakistan · Mudassar Ali · Nasir Ali · Waqar Ali · Abid Hussain · Muhammad Imran · Muhammad Nadeem · Hassan Raza · Kashif Razzaq · Muhammad Rizwan · Wasim Sajjad · Tahseen Ullah · Usman Zada                                                                | [ 3 ] |
| Turniej kobiet   | Iran · Zahra Abbasi · Samira Atarodian · Roya Davoudiankhan · Sedigheh Jafari · Saeideh Jafarikoochi · Fatemeh Karami Khatounban · Zahra Karimi · Ghazal Khalaj · Raheleh Naderi · Azadeh Saidisiahbidi · Mahboobeh Sanchooli · Farideh Zarif Doost                                         | Indie · Payel Chowdhury · Kavita · Sayali Sanjay Keripale · Randeep Kaur Khehra · Madhu · Manpreet Kaur · Usha Rani Narasimhaiah · Ritu Negi · Shalini Pathak · Priyanka · Sakshi Kumari · Sonali Vishnu Shingate | Tajlandia · Saowapa Chueakhao · Namfon Kangkeeree · Naleerat Ketsaro · Panthida Khamthat · Bencharat Khwanchai · Alisa Limsamran · Kannika Munmai · Nuntarat Nuntakitkoson · Atchara Puang Ngern · Wassana Rachmanee · Kamontip Suwanchana · Charinda Yindee | [ 4 ] |
| Turniej kobiet   | Iran · Zahra Abbasi · Samira Atarodian · Roya Davoudiankhan · Sedigheh Jafari · Saeideh Jafarikoochi · Fatemeh Karami Khatounban · Zahra Karimi · Ghazal Khalaj · Raheleh Naderi · Azadeh Saidisiahbidi · Mahboobeh Sanchooli · Farideh Zarif Doost                                         | Indie · Payel Chowdhury · Kavita · Sayali Sanjay Keripale · Randeep Kaur Khehra · Madhu · Manpreet Kaur · Usha Rani Narasimhaiah · Ritu Negi · Shalini Pathak · Priyanka · Sakshi Kumari · Sonali Vishnu Shingate | Chińskie Tajpej · Chen Yung-ting · Chuang Ya-han · Feng Hsiu-chen · Hu Yu-chen · Huang Ssu-chin · Huang Yi-yun · Liao Yu-tzu · Lin I-min · Lin Yu-fen · Qin Pei-jyun · Wu Yu-jung · Yen Chiao-wen                                                            | [ 4 ] |

## Tabela medalowa
| Pozycja | Reprezentacja    | Złoto | Srebro | Brąz | Razem |
| ------- | ---------------- | ----- | ------ | ---- | ----- |
| 1.      | Iran             | 2     | 0      | 0    | 2     |
| 2.      | Indie            | 0     | 1      | 1    | 2     |
| 3.      | Korea Południowa | 0     | 1      | 0    | 1     |
| 4.      | Chińskie Tajpej  | 0     | 0      | 1    | 1     |
| 4.      | Pakistan         | 0     | 0      | 1    | 1     |
| 4.      | Tajlandia        | 0     | 0      | 1    | 1     |
| Razem   | Razem            | 2     | 2      | 4    | 8     |